# Marian Ruzamski

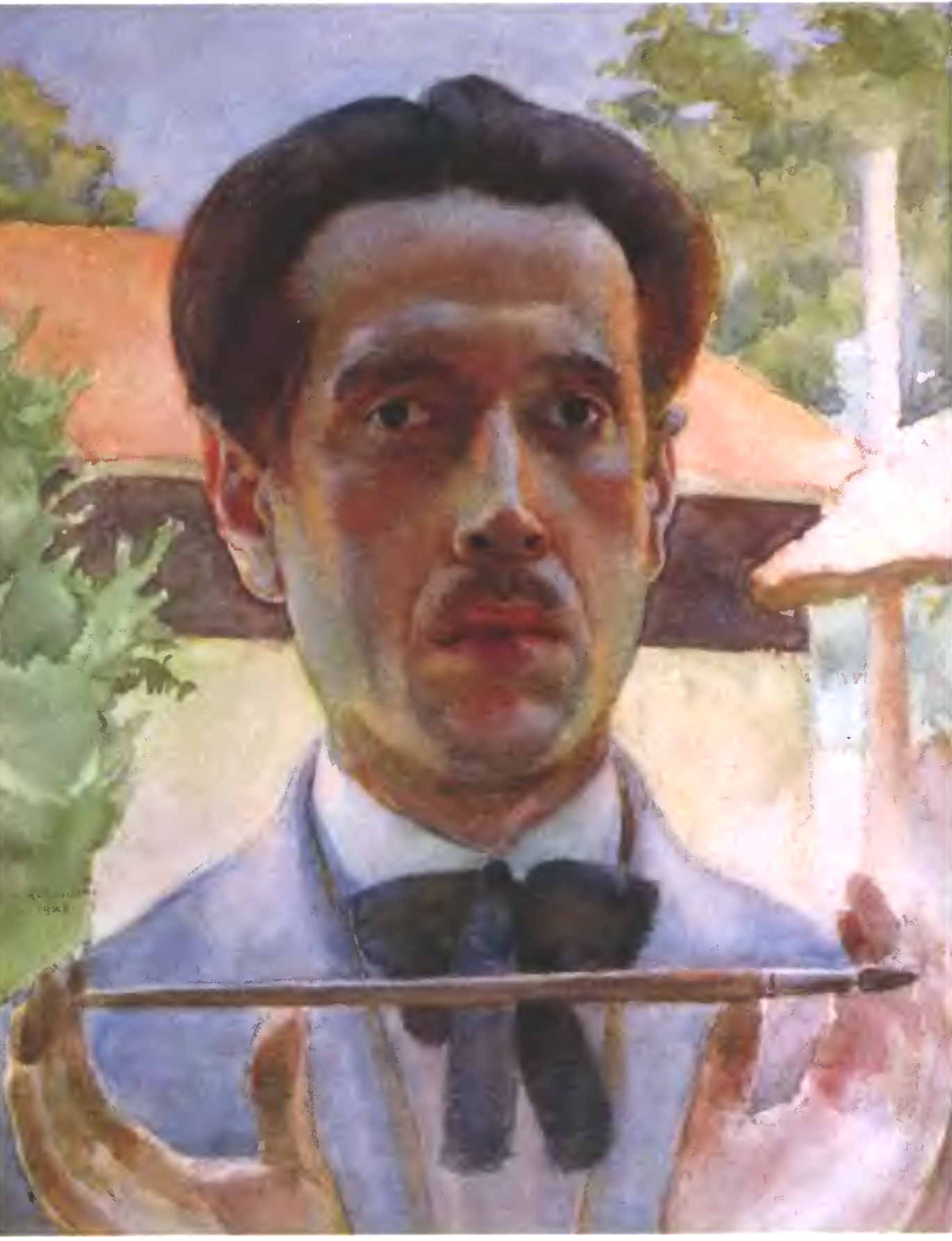
Selbstbildnis von 1926

Marian Antoni Ruzamski (* 2. Februar 1889 in Lipnik bei Bielsko-Biała; † 8. März 1945 im KZ Bergen-Belsen) war ein polnischer Maler, Zeichner und Kunstpädagoge. Bekannt wurde er vor allem durch die in Auschwitz entstandene Auschwitz-Mappe, eine Serie von Porträts, die heute als eines der eindrücklichsten künstlerischen Zeugnisse aus einem Konzentrationslager gilt.

## Leben und Werk
Marian Ruzamski wurde in eine gebildete, jüdisch-französisch-polnische Familie geboren. Er studierte ab 1908 an der Akademie der Bildenden Künste in Krakau, unter anderem bei Leon Wyczółkowski und Jacek Malczewski, sowie Kunstgeschichte und Jura an der Jagiellonen-Universität. In seinen frühen Arbeiten verbinden sich Symbolismus, Impressionismus und Elemente der Bewegung Junges Polen. Zwischen 1922 und 1928 lehrte er an der Technischen Hochschule in Lemberg als Assistent an der Fakultät für Architektur.
Nach seiner Rückkehr nach Tarnobrzeg lebte er als freischaffender Künstler zurückgezogen und schuf vor allem Aquarelle, Porträts und Landschaften. Ab den 1930er Jahren litt er zunehmend unter Depressionen. Nach Beginn der deutschen Besatzung Polens wurde er 1943 von der Gestapo verhaftet, vermutlich aufgrund einer Denunziation. Ruzamski wurde in das Konzentrationslager Auschwitz deportiert, wo er als Häftling Nr. 122843 registriert wurde.
In Auschwitz entstand unter lebensgefährlichen Bedingungen seine sogenannte Auschwitz-Mappe, bestehend aus 47 Porträts von Mithäftlingen und Lagerärzten. Seine präzise Aquarell- und Zeichentechnik verleiht den Porträts eine stille Würde und eindrucksvolle Unmittelbarkeit. Im Januar 1945 wurde er auf einen Todesmarsch nach Bergen-Belsen geschickt, wo er im März 1945 an Entkräftung starb.

## Nachwirkung
Die Auschwitz-Mappe wurde von einem Mithäftling gerettet und gelangte nach dem Krieg zurück nach Polen, wo sie durch Janina Pawlas dem Museum Auschwitz-Birkenau übergeben wurde.
Im Jahr 2025 wurde auf Initiative des Auschwitz-Überlebenden Marian Turski im Zentrum für verfolgte Künste in Solingen die Ausstellung Marian Ruzamski. Kunst der Erinnerung gezeigt. Sie wurde von Jürgen Kaumkötter kuratiert und in Kooperation mit Tadeusz Zych, dem Direktor des Tarnowski Schloss-Museums Tarnobrzeg, realisiert. Die Ausstellung machte Ruzamskis Werk erstmals in größerem Umfang einem internationalen Publikum zugänglich.